# Charles Touchard
Charles Philippe Touchard, né à Versailles le 14 juin 1844 et mort à Sissach le 24 juillet 1930, est un amiral et diplomate français.

## Biographie
Fils de l'amiral Philippe Victor Touchard, il entre à l'École navale en octobre 1860 et en sort aspirant de 2e classe en août 1862. Il sert alors sur la Zénobie au Levant puis sur le D'Assas à la division du Pacifique (mars 1863).
Aspirant de 1re classe (septembre 1864), il prend part aux opérations du Mexique et est promu enseigne de vaisseau en décembre 1865. En janvier 1867, il sert sur la Guerrière à la division des mers de Chine et du Japon puis, en septembre, sur le Forfait. En février 1869, il est envoyé sur l'aviso Chamois à la division du littoral ouest de la France et est nommé lieutenant de vaisseau en mai.
Officier d'ordonnance de l'amiral de La Roncière (1870), il participe au siège de Paris dans les forts de l'Est et commande une batterie mobile de canons de 160 mm. Il organise aussi la résistance dans les boucles de la Marne.
Officier d'ordonnance de l'amiral Pothuau, il sert comme aide de camp de son père sur l' Océan en escadre d'évolutions et est nommé rapporteur des commissions permanentes des torpilles et d'artillerie de l'escadre. En mars 1876, il devient officier de manœuvre sur l'Héroïne en escadre d'évolutions puis en janvier 1877, officier d'ordonnance du ministre avant de recevoir en octobre le commandement de l'aviso Latouche-Tréville à la station du Levant. Officier de manœuvre de la frégate-école Résolue en division volante et d'instruction (1879) puis sur le Friedland en escadre d'évolutions (1880), il passe en avril 1881 en division d'instruction sur la Favorite et est promu capitaine de frégate en mai.
Second du cuirassé Victorieuse (décembre 1880) en escadre d'Extrême-Orient, il prend part en 1883 aux opérations du Tonkin et revient en France en 1884 pour être nommé aide de camp du vice-président du Conseil d'amirauté Henri Garnault.
En février 1885, il devient commandant du croiseur Hugon et fait campagne en Extrême-Orient, en particulier sur les côtes du Tonkin. Capitaine de vaisseau (mai 1886), il est adjoint au directeur du personnel puis commande en janvier 1888 le cuirassé Marengo en escadre cuirassée du Nord. Commandant de la frégate-école d'application des aspirants Iphigénie (août 1890), il entre en août 1892 au Conseil des travaux et en janvier 1893 au Conseil de perfectionnement de l’École des langues orientales.
Contre-amiral (juin 1894), sous-chef d'état-major général (novembre 1894-août 1898), il commande en novembre 1898 une division de l'escadre du Nord sur l'Amiral-Duperré puis sur le Formidable et devient en janvier 1901, membre du Comité consultatif de la marine.
Vice-amiral (avril 1902), préfet maritime de Cherbourg de juillet 1902 à février 1905, chef d'état-major de la Marine  (février 1905), commandant en chef de l'escadre de la Méditerranée avec pavillon sur le Suffren (octobre 1905), il est nommé en avril 1908, ambassadeur de France à Saint-Pétersbourg et revient en France en juin 1909 et prend sa retraite.
Il préside la Société centrale de secours aux naufragés de 1914 à 1930.
L'amiral Touchard est le père de l'écrivain de marine Albert Touchard.

## Distinctions
- Grand-croix de la Légion d'honneur (13 juin 1909)
  -  Grand officier de la Légion d'honneur (31 décembre 1904)
  -  Commandeur de la Légion d'honneur (12 juillet 1897)
  -  Officier de la Légion d'honneur (19 avril 1884)
  -  Chevalier de la Légion d'honneur (8 septembre 1870)
- Médaille militaire (10 juillet 1913)[1]
- Officier d'académie
- Médaille commémorative de l'expédition du Mexique (1862)